# Jüdischer Friedhof (Odolena Voda)
Koordinaten: 50° 13′ 48″ N, 14° 23′ 46″ O

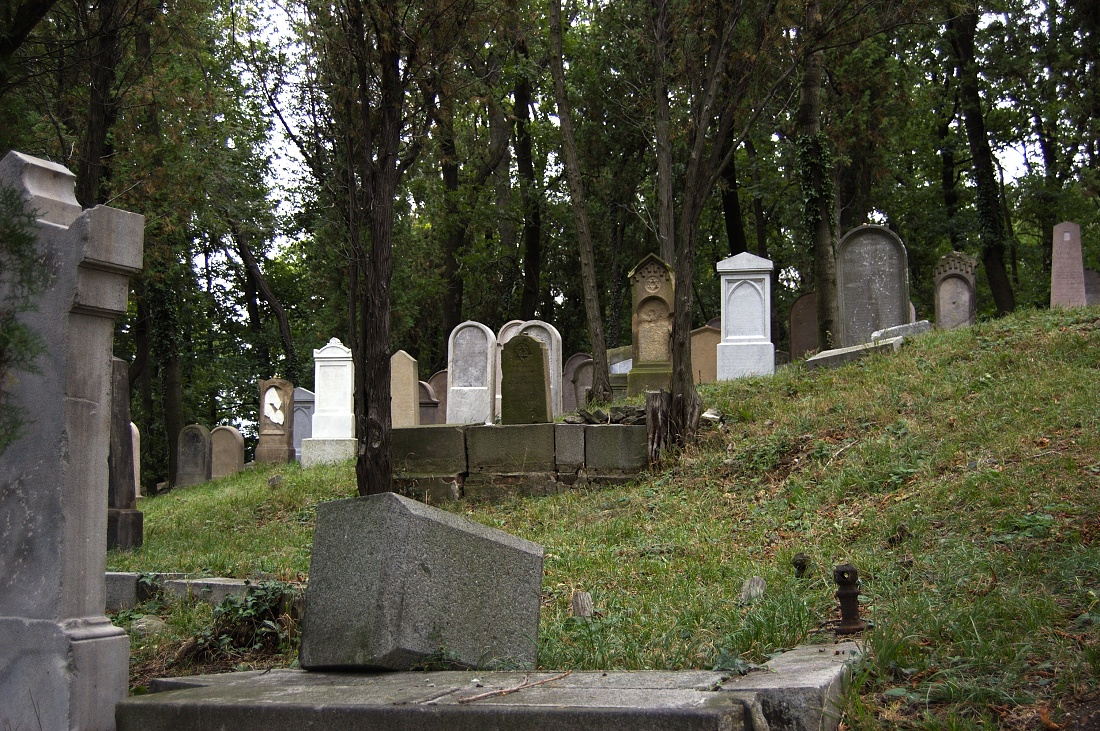
Jüdischer Friedhof in Odolena Voda

Der Jüdische Friedhof in Odolena Voda (deutsch Odolenswasser), einer tschechischen Gemeinde im Okres Praha-východ in der Mittelböhmischen Region, wurde um 1805 angelegt. Der jüdische Friedhof westlich des Ortes in Richtung Postřižín ist seit 1988 ein geschütztes Kulturdenkmal.
Auf dem 1968 Quadratmeter großen Friedhof sind heute noch mehrere hundert Grabsteine erhalten.